# قائمة الدول الأعضاء في الكومنولث

أعضاء الكومنولث الحاليون

دول الكومنولث هي رابطة تطوعية تضم 56 دولة ذات سيادة. وكانت معظمها مستعمرات بريطانية.
لا توجد حكومة في الكومنولث تمارس السلطة على الحكومات الأخرى، كما هو الحال في الاتحاد السياسي. بل إن الكومنولث عبارة عن منظمة دولية تتعاون فيها البلدان ذات الخلفيات الاجتماعية والسياسية والاقتصادية المتنوعة في إطار من القيم والأهداف المشتركة، على النحو المبين في إعلان سنغافورة الصادر في عام 1971. تشمل هذه القيم والأهداف المشتركة تعزيز الديمقراطية وحقوق الإنسان والحكم الرشيد، وسيادة القانون والحريات المدنية والمساواة أمام القانون والتجارة الحرة والتعددية والسلام العالمي والتي يروج لها من خلال المشاريع والاجتماعات متعددة الأطراف، مثل مثل دورة ألعاب الكومنولث التي تقام مرة كل أربع سنوات.
رمز هذه الرابطة هو الملك تشارلز الثالث الذي يشغل منصب رئيس الكومنولث. لكن هذا المنصب لا يمنحه أي سلطة سياسية أو تنفيذية على أي من الدول الأعضاء في الكومنولث؛ بل هو رمزي بحت، والأمين العام للكومنولث هو الرئيس التنفيذي للكومنولث.

## الأعضاء الحاليون
جميع التواريخ أدناه مقدمة من قائمة أعضاء أمانة كومنولث الأمم، وأرقام السكان اعتبارًا من 1 فبراير 2020.
| الدولة                  | تاريخ الانضمام   | القارة     | المنطقة          | عدد السكان    | ملاحظات[A] |
| ----------------------- | ---------------- | ---------- | ---------------- | ------------- | --- |
| أنتيغوا وباربودا        | 1 نوفمبر 1981    | الأمريكتان | الكاريبي         | 94,195        | |
| أستراليا                | 19 نوفمبر 1926   | أوقيانوسيا | أسترالاسيا       | 25,766,600    | إحدى المناطق الأصلية في وقت إعلان بلفور 1926 وتشريع وستمنستر لعام 1931. على الرغم من أن النظام الأساسي لم يعتمد في أستراليا حتى عام 1942 (بأثر رجعي من عام 1939). ألغى قانون أستراليا لعام 1986 الإمكانيات المتبقية للمملكة المتحدة من إصدار تشريعات نافذة المفعول في أستراليا، ومشاركة المملكة المتحدة في الحكومة الأسترالية، وللاستئناف من أي محكمة أسترالية أمام محكمة بريطانية. |
| جزر البهاما             | 10 يوليو 1973    | الأمريكتان | الكاريبي         | 402,576       | |
| بنغلاديش                | 18 أبريل 1972    | آسيا       | جنوب آسيا        | 165,867,307   | أعلنت استقلالها عن باكستان عام 1971. |
| باربادوس                | 30 نوفمبر 1966   | الأمريكتان | الكاريبي         | 286,618       | قامت بربادوس بإقالة إليزابيث الثانية من منصب رئيس الدولة وأصبحت جمهورية في 30 نوفمبر 2021. |
| بليز                    | 21 سبتمبر 1981   | الأمريكتان | أمريكا الوسطى    | 379,636       | |
| بوتسوانا                | 30 سبتمبر 1966   | إفريقيا    | إفريقيا الجنوبية | 2,377,831     | |
| بروناي                  | 7 مايو 1984      | آسيا       | جنوب شرق آسيا    | 439,022       | |
| الكاميرون               | 1 نوفمبر 1995    | إفريقيا    | وسط إفريقيا      | 24,836,674    | كانت معظم البلاد تابعة لفرنسا سابقًا ثم حصلت على استقلالها من فرنسا في 1 يناير 1960. واتحدت مع منطقة جنوب الكاميرون البريطانية، والتي حصلت على استقلالها عن المملكة المتحدة في 1 أكتوبر 1961. |
| كندا                    | 19 نوفمبر 1926   | الأمريكتان | شمال أمريكا      | 40,362,270    | إحدى المناطق الأصلية في وقت إعلان بلفور 1926 وتشريع وستمنستر لعام 1931. اندمج معها دومينيون نيوفاوندلاند في 31 مارس 1949. أنهى قانون كندا لعام 1982 رسميًا أحكام الطلب والموافقة الواردة في قانون وستمنستر لعام 1931 فيما يتعلق بكندا، حيث كان للبرلمان البريطاني سلطة عامة. لتمرير القوانين التي تمتد إلى كندا بناء على طلبها.                                                      |
| قبرص[D]                 | 13 مارس 1961     | آسيا       | غرب آسيا         | 1,197,667     | حصلت على استقلالها من المملكة المتحدة في 16 أغسطس 1960. وتحتفظ بريطانيا بقواعد عسكرية في أكروتيري وديكيليا. لا يعترف الكومنولث بشمال قبرص. |
| دومينيكا                | 3 نوفمبر 1978    | الأمريكتان | الكاريبي         | 72,975        | كانت دومينيكا دائمًا جمهورية منذ الاستقلال. |
| إسواتيني                | 6 سبتمبر 1968    | إفريقيا    | إفريقيا الجنوبية | 1,336,933     | انضمت باسم سوازيلاند، ثم غيرت اسمها لاحقًا إلى إيسواتيني في 19 أبريل 2018. |
| فيجي[B]                 | 10 أكتوبر 1970   | أوقيانوسيا | ميلانيزيا        | 909,024       | علقت عضويتها في عام 1987؛ انضمت مرة أخرى في عام 1997؛ علقت في 6 يونيو 2000؛ رفع التعليق في 20 ديسمبر 2001؛ علقت العضوية مرة أخرى في 8 ديسمبر 2006 بسبب انقلاب فيجي عام 2006. الإيقاف في 26 سبتمبر 2014. |
| الغابون[B]              | 25 يونيو 2022    | إفريقيا    | وسط إفريقيا      | 2,233,272     | حصلت على استقلالها عن فرنسا في 17 أغسطس 1960. وهي الدولة الثالثة (بعد موزمبيق ورواندا) التي تقبل في الكومنولث دون أي روابط استعمارية أو دستورية سابقة مع المملكة المتحدة. |
| غامبيا                  | 18 فبراير 1965   | إفريقيا    | غرب إفريقيا      | 2,155,958     | انسحبت في 3 أكتوبر 2013 بحجة "الاستعمار الجديد". بعد انتخاب أداما بارو رئيسًا لغامبيا في عام 2016، قدمت طلبًا لإعادة الانضمام إلى الكومنولث في 22 يناير 2018، وانضمت مرة أخرى في 8 فبراير 2018. |
| غانا                    | 6 مارس 1957      | إفريقيا    | غرب إفريقيا      | 29,088,849    | |
| غرينادا                 | 7 فبراير 1974    | الأمريكتان | الكاريبي         | 107,894       | |
| غيانا                   | 26 مايو 1966     | الأمريكتان | أمريكا الجنوبية  | 773,808       | |
| الهند                   | 15 أغسطس 1947    | آسيا       | جنوب آسيا        | 1,428,627,663 | دمجت الهند الفرنسية (Chandannagar في 2 مايو 1950 وبونديشيري وKaraikal وYanam وMahé في 1 نوفمبر 1954)، والهند البرتغالية (غوا ودامان وDiu في 19 ديسمبر 1961 ودادرا وناجار هافلي ورسميا في 1961) وسيكيم (في 16 مايو 1975). |
| جامايكا                 | 6 أغسطس 1962     | الأمريكتان | الكاريبي         | 2,819,888     | |
| كينيا                   | 12 ديسمبر 1963   | إفريقيا    | شرق إفريقيا      | 49,167,382    | |
| كيريباتي                | 12 يوليو 1979    | أوقيانوسيا | ميكرونيسيا       | 117,636       | |
| ليسوتو                  | 4 أكتوبر 1966    | إفريقيا    | إفريقيا الجنوبية | 2,199,492     | |
| مالاوي                  | 6 يوليو 1964     | إفريقيا    | شرق إفريقيا      | 18,558,768    | |
| ماليزيا                 | 31 أغسطس 1957    | آسيا       | جنوب شرق آسيا    | 31,505,208    | انضم اتحاد مالايا في عام 1957؛ أعيد تشكيلها لتصبح ماليزيا في 16 سبتمبر 1963 مع اتحادها مع سنغافورة (التي أصبحت دولة منفصلة في 9 أغسطس 1965)، وبورنيو الشمالية وساراواك. |
| المالديف                | 9 يوليو 1982     | آسيا       | جنوب آسيا        | 515,696       | حصلت على استقلالها عن المملكة المتحدة في 26 يوليو 1965. وأصبحت عضو خاص من 9 يوليو 1982 حتى 20 يوليو 1985. انسحبت في 13 أكتوبر 2016. انضمت مرة أخرى في 1 فبراير 2020. |
| مالطا[F]                | 21 سبتمبر 1964   | أوروبا     | أوروبا الجنوبية  | 422,212       | حصلت على استقلالها من المملكة المتحدة في 21 سبتمبر 1964 باسم دولة مالطا. أصبحت جمهورية في 13 ديسمبر 1974. |
| موريشيوس                | 12 مارس 1968     | إفريقيا    | شرق إفريقيا      | 1,286,240     | أصبحت جمهورية في 12 مارس 1992. |
| موزمبيق                 | 13 نوفمبر 1995   | إفريقيا    | شرق إفريقيا      | 29,977,238    | كانت تابعة سابقة للهند البرتغالية حتى عام 1752. حصلت على استقلالها من البرتغال في 25 يونيو 1975. هي أول دولة تقبل في الكومنولث دون أي روابط استعمارية أو دستورية سابقة مع المملكة المتحدة. |
| ناميبيا                 | 21 مارس 1990     | إفريقيا    | إفريقيا الجنوبية | 2,600,857     | حصلت على الاستقلال من جنوب أفريقيا. تشمل والفيس باي جزر البطريق التي نقلتها جنوب أفريقيا إليها في منتصف ليل 28 فبراير 1994. |
| ناورو[B]                | 29 نوفمبر 1968   | أوقيانوسيا | ميكرونيسيا       | 10,387        | حصلت على استقلالها في 31 يناير 1968 من الوصاية المشتركة لأستراليا ونيوزيلندا والمملكة المتحدة. انضمت كعضو خاص من 29 نوفمبر 1968 حتى 1 مايو 1999، عندما أصبح عضوًا كاملاً، قبل أن تعود إلى الوضع الخاص في يناير 2006. أصبحت عضو كامل مرة أخرى منذ يونيو 2011. |
| نيوزيلندا               | 19 نوفمبر 1926   | بولنيزيا   | أسترالاسيا       | 4,609,755     | مُنحت الاستقلال الاسمي (وضع الدومينيون) في 26 سبتمبر 1907. إحدى المناطق الأصلية في وقت إعلان بلفور 1926 وتشريع وستمنستر لعام 1931، على الرغم من عدم اعتماد النظام الأساسي في نيوزيلندا حتى عام 1947. أزيلت الروابط النهائية مع البرلمان البريطاني عام 1986 ومع النظام القانوني البريطاني (اللجنة القضائية لمجلس الملكة الخاص) في عام 2003.                                           |
| نيجيريا                 | 1 أكتوبر 1960    | إفريقيا    | غرب إفريقيا      | 194,615,054   | دمجت معها منطقة الكاميرون البريطانية في 31 مايو 1961. علقت في عام 1995 ثم رفع التعليق في عام 1999. |
| باكستان                 | 14 أغسطس 1947[C] | آسيا       | جنوب آسيا        | 229,494,441   | تشمل مدينة كوادر التي نقلتها سلطنة مسقط وعمان إليها في 8 سبتمبر 1958. وشملت بنغلاديش (المعروفة آنذاك باسم باكستان الشرقية) حتى عام 1971. انسحبت من الكومنولث في عام 1972، وانضمت مرة أخرى في عام 1990، وأصبحت سارية بأثر رجعي اعتبارًا من أكتوبر 1989؛ علقت في عام 1999، ثم رفع التعليق في عام 2004؛ وعلقت مرة أخرى في عام 2007، رفع التعليق في عام 2008.                            |
| بابوا غينيا الجديدة     | 16 سبتمبر 1975   | أوقيانوسيا | ميلانيزيا        | 8,034,630     | حصلت على الاستقلال من أستراليا. |
| رواندا                  | 29 نوفمبر 2009   | إفريقيا    | شرق إفريقيا      | 12,322,920    | حصلت على استقلالها عن بلجيكا في 1 يوليو 1962. هي الدولة الثانية (بعد موزمبيق) التي قبلت في الكومنولث دون أي روابط استعمارية أو دستورية سابقة مع المملكة المتحدة. قبلت رغمًا من أن مبادرة الكومنولث لحقوق الإنسان (CHRI) وجدت أن حالة الحكم وحقوق الإنسان في رواندا لا تفي بمعايير الكومنولث، وأنها ليست بالتالي مؤهلة للقبول.                                                        |
| سانت كيتس ونيفيس[B]     | 19 سبتمبر 1983   | الأمريكتان | الكاريبي         | 56,632        | |
| سانت لوسيا              | 22 فبراير 1979   | الأمريكتان | الكاريبي         | 189,000       | |
| سانت فينسنت والغرينادين | 27 أكتوبر 1979   | الأمريكتان | الكاريبي         | 109,501       | عضو خاص من 27 أكتوبر 1979 حتى 1 يونيو 1985. |
| ساموا[B]                | 28 أغسطس 1970    | أوقيانوسيا | بولنيزيا         | 196,954       | حصلت على استقلالها عن نيوزيلندا في 1 يناير 1962. وانضمت إليها باسم ساموا الغربية، ثم غيرت اسمها إلى ساموا في 4 يوليو 1997. |
| سيشل                    | 28 يونيو 1976    | إفريقيا    | شرق إفريقيا      | 98,248        | |
| سيراليون                | 27 أبريل 1961    | إفريقيا    | غرب إفريقيا      | 6,818,117     | |
| سنغافورة[B]             | 15 أكتوبر 1965   | آسيا       | جنوب شرق آسيا    | 5,889,117     | حصلت على استقلالها عن المملكة المتحدة وانضمت إلى اتحاد ماليزيا في 16 سبتمبر 1963. وأصبحت مستقلة في 9 أغسطس 1965. |
| جزر سليمان              | 7 يوليو 1978     | أوقيانوسيا | ميلانيزيا        | 614,497       | |
| جنوب إفريقيا            | 19 نوفمبر 1926   | إفريقيا    | إفريقيا الجنوبية | 56,007,479    | مُنحت الاستقلال الاسمي (وضع الدومينيون) في 31 مايو 1910. إحدى الدومينيونات الأصلية في وقت إعلان بلفور عام 1926 وتشريع وستمنستر عام 1931. انسحبت في 31 مايو 1961 ثم انضمت مرة أخرى في 1 يونيو 1994. |
| سريلانكا                | 4 فبراير 1948    | آسيا       | جنوب آسيا        | 20,979,811    | انضمت باسم دومينيون سيلان، ثم غيرت اسمها وأصبحت جمهورية في عام 1972. |
| تنزانيا                 | 9 ديسمبر 1961    | إفريقيا    | شرق إفريقيا      | 57,790,062    | انضمت تنجانيقا إلى الكومنولث في 9 ديسمبر 1961، وحذت حذوها جزيرة زنجبار لاحقًا. اندمج الاثنان فيما بعد ليشكلا تنزانيا في 26 أبريل 1964. |
| توغو[B]                 | 25 يونيو 2022    | إفريقيا    | غرب إفريقيا      | 8,608,444     | كانت البلاد منطقة تابعة لفرنسا وأخرى تابعة لبريطانيا. انضمت توغو البريطانية (إلى ساحل الذهب في عام 1956 وأصبحت غانا في 6 مارس 1957). استقلت توغو الفرنسية باسم توغو عن فرنسا في 27 أبريل 1960. |
| تونغا                   | 4 يونيو 1970     | أوقيانوسيا | بولنيزيا         | 107,228       | |
| ترينيداد وتوباغو        | 31 أغسطس 1962    | الأمريكتان | الكاريبي         | 1,376,801     | مُنحت الاستقلال في 31 أغسطس 1962. أصبحت جمهورية في 1 أغسطس 1976 بموجب قانون دستور جمهورية ترينيداد وتوباغو لعام 1976، الذي أقره برلمان ترينيداد وتوباغو. |
| توفالو[B]               | 1 أكتوبر 1978    | أوقيانوسيا | بولنيزيا         | 10,116        | عضو خاص من 1 أكتوبر 1978 حتى 1 سبتمبر 2000. |
| أوغندا                  | 9 أكتوبر 1962    | إفريقيا    | شرق إفريقيا      | 42,288,962    | |
| المملكة المتحدة         | 19 نوفمبر 1926   | أوروبا     | أوروبا الشمالية  | 65,746,853    | المملكة المتحدة أربع دول هي إنجلترا وأيرلندا الشمالية واسكتلندا وويلز . |
| فانواتو[B]              | 30 يوليو 1980    | أوقيانوسيا | ميلانيزيا        | 279,953       | حصلت على الاستقلال من الحكم المشترك (سيادة مشتركة) لفرنسا والمملكة المتحدة. |
| زامبيا                  | 24 أكتوبر 1964   | إفريقيا    | شرق إفريقيا      | 17,470,471    | |

^ A. ما لم يُذكر خلاف ذلك فإن تاريخ الاستقلال عن المملكة المتحدة في العمود 2 هو نفسه تاريخ الانضمام إلى الكومنولث.

^B. ليس عضوا في مؤسسة الكومنولث.

^C. على الرغم من أن باكستان تحتفل بيوم 14 أغسطس 1947 يوم استقلالها، فقد مُنحت الاستقلال رسميًا في منتصف ليل 15 أغسطس 1947. وبالتالي فإن تاريخ انضمامها إلى الكومنولث سيكون 15 أغسطس 1947.

^D. جغرافيًا هي جزء من آسيا، وتعتبر أوروبية من ناحية الجغرافيا السياسية.

^E. الملكية الدستورية طبقا لتشريع وستمنستر. العاهل ليس هو نفسه العاهل البريطاني، مما يجعله ليس من مملكة الكومنولث.

^F. جيولوجيًا تقع الجزر المالطية على الصفيحة الأفريقية. تقع مجموعة الجزيرة تقريبًا جنوب الحدود بين الصفيحة الأفريقية والصفيحة الأوراسية ب200 كم (120 ميل). في الجغرافيا السياسية، تعتبر مالطا دولة أوروبية.

## الأعضاء السابقون
| البلد    | انضم           | القارة  | المنطقة         | انسحبت        | ملاحظات |
| -------- | -------------- | ------- | --------------- | ------------- | --- |
| أيرلندا  | 19 نوفمبر 1926 | أوروبا  | أوروبا الشمالية | 18 أبريل 1949 | أدى تقسيم أيرلندا في عام 1921 إلى تقسيمها إلى الدولة الأيرلندية الحرة (فيما بعد جمهورية أيرلندا) وأيرلندا الشمالية (التي ظلت في المملكة المتحدة). كانت الدولة الأيرلندية الحرة إحدى المناطق الأصلية في وقت إعلان بلفور 1926 وتشريع وستمنستر لعام 1931. انسحب بعد إقرار قانون جمهورية أيرلندا عام 1948، والذي قبلته المملكة المتحدة في قانون أيرلندا لعام 1949. |
| زيمبابوي | 18 أبريل 1980  | إفريقيا | شرق إفريقيا     | 7 ديسمبر 2003 | لم يتم الاعتراف بإعلان استقلال رودسيا أحادي الجانب في عام 1965 حتى 18 أبريل 1980. علقت عضوية الدولة في 19 مارس 2002. انسحب طوعًا في 7 ديسمبر 2003. قدم الرئيس إمرسون منانغاغوا في 15 مايو 2018 طلبًا لإعادة الانضمام إلى الكومنولث. |

## الأعضاء المنحلون
| البلد السابق          | انضمت          | القارة     | المنطقة       | انفصلت         | انضمت مرة أخرى كجزء من | ملاحظات |
| --------------------- | -------------- | ---------- | ------------- | -------------- | ---------------------- | --- |
| اتحاد مالايا          | 31 أغسطس 1957  | آسيا       | جنوب شرق آسيا | 16 سبتمبر 1963 | ماليزيا                | عدل ليصبح اتحاد ماليزيا مع سنغافورة (انفصلت في عام 1965) وصباح وسراوق .                                                                  |
| دومينيون نيوفاوندلاند | 19 نوفمبر 1926 | الأمريكتان | شمال أمريكا   | 31 مارس 1949   | كندا                   | إحدى المناطق الأصلية في وقت إعلان بلفور 1926 وتشريع وستمنستر لعام 1931. علقت الحكومة في 16 فبراير 1934، واندمجت في كندا في 31 مارس 1949. |
| تنجانيقا              | 9 ديسمبر 1961  | إفريقيا    | شرق إفريقيا   | 26 أبريل 1964  | تنزانيا                | اندمجت تنجانيقا وزنجبار لتشكلا جمهورية تنزانيا المتحدة في 26 أبريل 1964.                                                                 |
| زنجبار                | 10 ديسمبر 1963 | إفريقيا    | شرق إفريقيا   | 26 أبريل 1964  | تنزانيا                | اندمجت تنجانيقا وزنجبار لتشكلا جمهورية تنزانيا المتحدة في 26 أبريل 1964.                                                                 |

## الدول المحتمل انضمامها
| الدولة       | التاريخ      | القارة     | المنطقة         | عدد السكان    | ملاحظات |
| ------------ | ------------ | ---------- | --------------- | ------------- | --- |
| صوماليلاند   | 2009 (مراقب) | إفريقيا    | شرق إفريقيا     | ~3,500,000[G] | أرض الصومال هي دولة ذات سيادة غير معترف بها وهي دوليًا جزء من الصومال. تقدمت بطلب للانضمام إلى الكومنولث تحت صفة مراقب. حدودها مقاربة لحدود الصومال البريطاني التي كانت محمية من عام 1884 إلى عام 1960. |
| جنوب السودان | 2011         | إفريقيا    | شرق إفريقيا     | 13,670,642    | حصلت على استقلالها من بريطانيا جزء من السودان عام 1956. حصلت على استقلالها من السودان عام 2011.. |
| سورينام      | 2012         | الأمريكتان | أمريكا الجنوبية | 555,934       | مستعمرة سورينام الإنجليزية من 1650 إلى 1667 ومرة أخرى من 1799 إلى 1816؛ في وقت لاحق مستعمرة هولندية. أعلنت سورينام في عام 2012 عن خطط للانضمام إلى الكومنولث وجعلت الحكومة البريطانية من أولوياتها تقديم التوجيه لسورينام في التقدم بطلب للحصول على عضوية الكومنولث.                                           |
| بوروندي      | 2013         | إفريقيا    | شرق إفريقيا     | 10,524,117    | حصلت على استقلالها عن بلجيكا عام 1962. وترتبط تاريخياً وثقافياً برواندا عضو الكومنولث، التي شكلتمعا ذات يوم دولة واحدة هي رواندا-أوروندي. تقدمت بوروندي في عام 2013 بطلب للانضمام إلى الكومنولث. |
| زيمبابوي     | 2018         | إفريقيا    | شرق إفريقيا     | 16,150,362    | علقت عضوية زيمبابوي في عام 2002 لانتهاكها إعلان هراري. عندما رفض الكومنولث رفع التعليق انسحبت زيمبابوي من الكومنولث في عام 2003. لعب الكومنولث دورًا رئيسيًا في محاولة إنهاء المأزق السياسي وإعادة زيمبابوي إلى حالة الحياة الطبيعية. قدم الرئيس منانغاغوا طلبًا للانضمام مرة أخرى إلى الكومنولث في 15 مايو 2018. |

^G يعتمد الرقم السكاني على تقديرات عام 2014.

## دول محتملة أخرى
تشمل الدول الأخرى التي أعربت عن اهتمامها بالانضمام إلى الكومنولث على مر السنين ما يلي:
- الجزائر[63][64]
- أنغولا[65]
- كمبوديا[65]
- جزر كوك[66]
- أيرلندا[65]
- مدغشقر[63][65]
- ميانمار[65]
- نيبال[67][68]
- فلسطين[63][65]
- السودان[63][65]
- تيمور الشرقية[65]
- اليمن[63][65]

صرح مدير العلاقات الخارجية السابق لجزر كوك، هوارد هنري، أن جزر كوك يمكن أن تتقدم بطلب للحصول على عضوية الكومنولث بمجرد اجتماع رؤساء حكومات الكومنولث لعام 2024 في ساموا، بعد اعتراف الولايات المتحدة بجزر كوك ونييوي كدولتين ذات سيادة.
وافق اجتماع رؤساء حكومات الكومنولث لعام 2007 على المعايير الأساسية للعضوية. يجب أن يكون للدولة المتقدمة ارتباط دستوري تاريخي مع أحد أعضاء الكومنولث الحاليين، باستثناء الظروف الاستثنائية التي يتم النظر فيها فقط على أساس كل حالة على حدة.
التبعيات البريطانية السابقة مؤهلة للانضمام إلى الكومنولث بشرط موافقتها والالتزام بمبادئ الكومنولث، وقد وضحت هذه المبادئ في إعلان سنغافورة وأكد عليها في إعلان لوساكا وإعلان لانكاوي وهراري.

## الهدف من رابطة الكومنولث
نجد بأن الدول التي تنضم لقائمة دول الكومنولث لا تشترط بمساحة الدولة أو بنظام الحكم أو بالإقتصاد، حيث بنجد بأن هذه القائمة تضم العديد من الدول الفقيرة والتي لها مساحة صغيرة. وعلي الجانب الآخر نجد بأن هناك دول غنية وإقتصادها قوي توجد في القائمة وايضا دول لها مساحات كبيرة. يصف اعلان سنغافورة سنة 1971م الكومنولث علي إنه الترابط التطوعي بين الدول المستقلة. يتم التشاور ومناقشة العديد من المشاكل التي تعاني منها البلاد والبحث عن إيجاد حلول لها بكافة السُبل الممكنة. تسعي الدول في الرابطة إلي تحقيق التنمية الإجتماعية والإقتصادية الممكنة وإحترام القوانين وتحقيق العدالة والديمقراطية بين الشعوب.

## وصلات خارجية
- المسار التاريخي للكومنولث